# Рихтер, Альберт
Альберт Рихтер (нем. Albert Richter; 14 октября 1912, Кёльн — 2 января 1940, Лёррах) — немецкий велогонщик, восьмикратный медалист чемпионатов мира по трековому велоспорту в спринте. Антифашист.

## Биография

Альберт Рихтер. 1932 г.

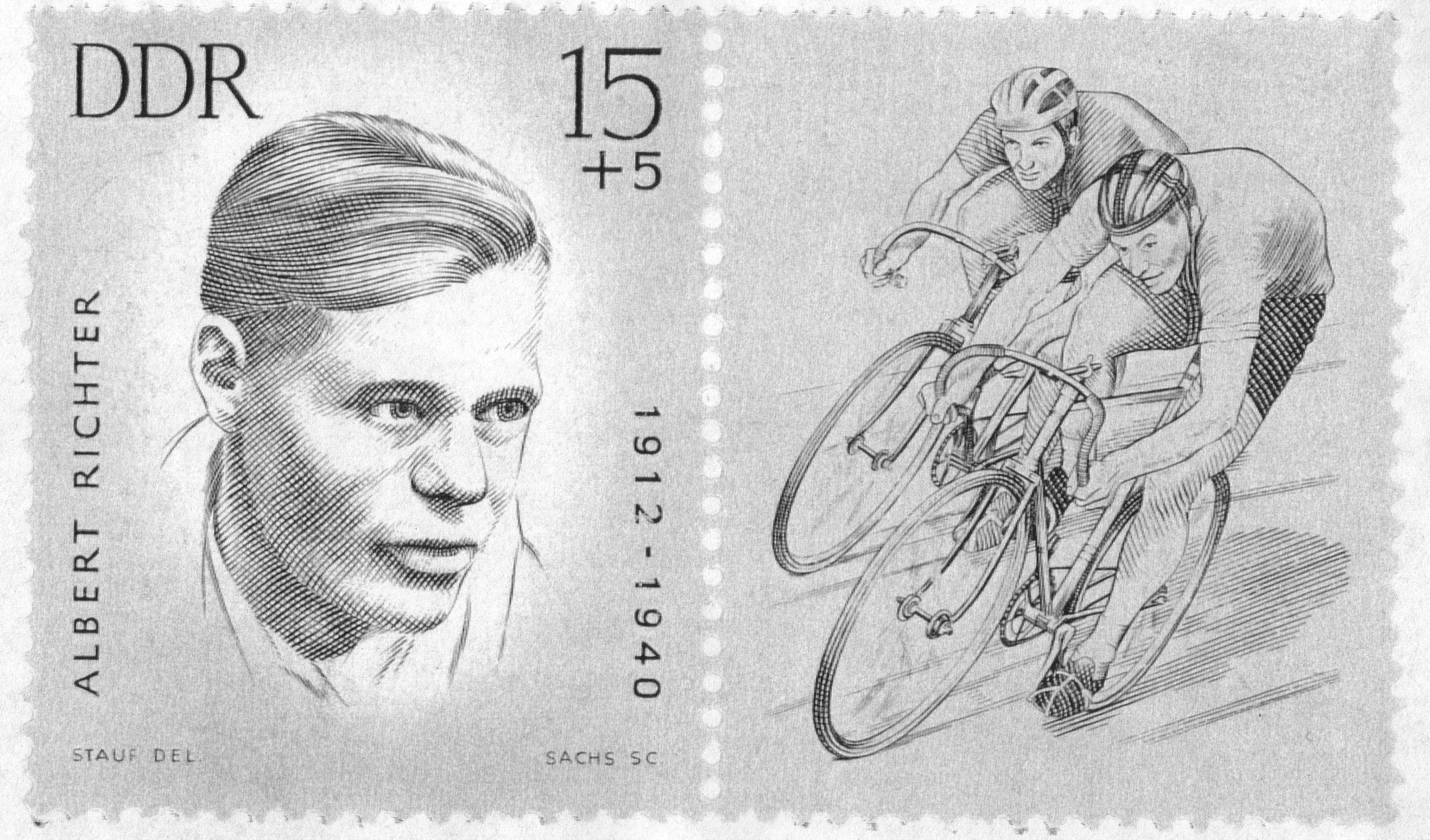
Почтовая марка ГДР, посвящённая Альберту Рихтеру. 1965 г.

Сын предпринимателя. В 16-летнем возрасте впервые сел на велосипед. Начал тренировки втайне от отца, который не приветствовал занятия этим видом спорта. Вскоре обратил на себя внимание известного тренера Эрнста Берлинера.
В 1932 г. впервые стартовал на чемпионате мира по трековым велогонкам в Риме, и был награждён золотой медалью в индивидуальном спринте для любителей. Безуспешно пытался выступить на летней Олимпиаде в Лос-Анджелесе в том же году, но не был включён в сборную.
С 1933 г. участвовал в соревнованиях, как профессионал. На чемпионате мира по трековым велогонкам 1933 года в Париже выиграл бронзовую медаль в спринте.
В своей конкуренции выиграл ещё 6 медалей: серебро на чемпионате мира в Лейпциге (1934), чемпионате мира в Брюсселе (1935), а также бронзу на чемпионате мира в Цюрихе (1936), на чемпионате мира в Копенгагене (1937), чемпионате мира в Амстердаме (1938) и чемпионате мира в Милане (1939).
Рихтер был известен своими антифашистскими взглядами и, для того, чтобы его насильно не мобилизовали в вермахт, решили эмигрировать в Швейцарию. 31 декабря 1939 года он сел в поезд, направляющийся в Швейцарию. По информации двух голландских гонщиков, которые ехали на этом же поезде, на пограничном контрольном пункте в Вайль-ам-Райн в купе Рихтера вошли немецкие солдаты. Через некоторое время Рихтер в бессознательном состоянии был выброшен из поезда, из багажного отделения вытащили его велосипед. После прокола велосипедных шин, оказалось, что в середине были спрятаны деньги в сумме 12 700 марок. В бессознательном состоянии Рихтера забрали с платформы и бросили в грузовую машину. Позже, окровавленного немецкого спортсмена нашли мертвым в подвале больницы. Причина смерти не установлена до сих пор.